# Багрянка
Багрянка (болг. Багрянка) — село в Болгарии. Находится в Кырджалийской области, входит в общину Момчилград. Население составляет 217 человек.

## Политическая ситуация
В местном кметстве Багрянка, в состав которого входит Багрянка, должность кмета (старосты) исполняет Тунай  Хасан Сали (Движение за права и свободы (ДПС)) по результатам выборов.
Кмет (мэр) общины Момчилград — Ердинч Исмаил Хайрула (Движение за права и свободы (ДПС)) по результатам выборов.